# Le Pré-d’Auge
Le Pré-d’Auge ist eine französische Gemeinde mit 849 Einwohnern (Stand 1. Januar 2022) im Département Calvados in der Region Normandie (vor 2016 Basse-Normandie). Sie gehört zum Arrondissement Lisieux und zum Kanton Mézidon Vallée d’Auge. Die Einwohner werden Pré d’Augeois genannt.

## Geografie
Le Pré-d’Auge liegt etwa 50 Kilometer östlich von Caen. Umgeben wird Le Pré-d’Auge von den Nachbargemeinden Manerbe im Nordwesten und Norden, Saint-Désir im Osten, Saint-Pierre-des-Ifs im Südosten, La Boissière im Süden, La Houblonnière im Südwesten sowie Saint-Ouen-le-Pin im Westen.

## Bevölkerungsentwicklung
| Jahr                       | 1962 | 1968 | 1975 | 1982 | 1990 | 1999 | 2006 | 2019 |
| Einwohner                  | 457  | 508  | 551  | 607  | 654  | 745  | 833  | 867  |
| Quellen: Cassini und INSEE |      |      |      |      |      |      |      |      |

## Sehenswürdigkeiten
- Kirche Saint-Ouen aus dem 16. Jahrhundert, Monument historique seit 1942
- Schloss Rivière-Pré-d'Auge aus dem 17. Jahrhundert mit Park und Quelle Saint-Méen, Monument historique seit 1943

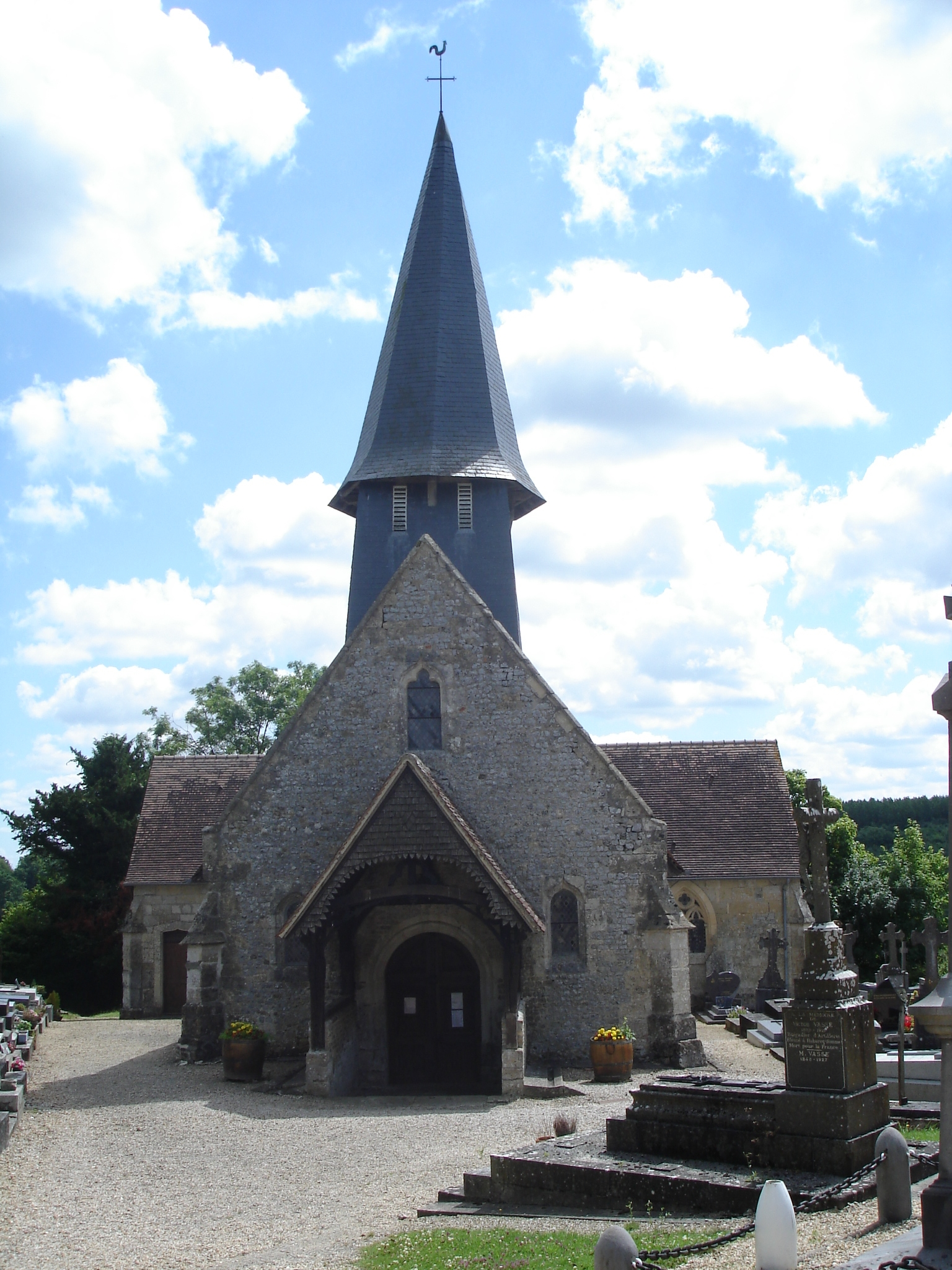
Kirche Saint-Ouen

## Partnerschaften
Mit der britischen Gemeinde Abbotskerswell im Devon (England) besteht seit 1992, mit der irischen Gemeinde Ardmore im County Waterford besteht seit 1998 eine Partnerschaft.